# نیومن (شخصیت ساینفلد)
نیومن یک شخصیت دوره ای در برنامه کمدی موقعیت ساینفلد است که وین نایت نقش او را از سال ۱۹۹۲ تا پایان ساینفلد در سال ۱۹۹۸ بازی کرده است. او دشمن شخصیت جری ساینفلد است. نیومن دوست نزدیک کازمو کریمر است و در شرکت پست کار می‌کند. نیومن برای نخستین بار در قسمت خودکشی ظاهر شد اما در قسمت انتقام فقط صدای او که توسط لری دیوید دوبله شده بود نیز حضور داشت.

## پیوست
- مشارکت‌کنندگان ویکی‌پدیا. «Newman». در دانشنامهٔ ویکی‌پدیای انگلیسی، بازبینی‌شده در ۳۰ اکتبر ۲۰۲۴.